# Heidi Fischer
Heidi Fischer, auch Hedy Fischer, (* 17. November 1943) ist eine ehemalige deutsche Schauspielerin, Hörspiel- und Synchronsprecherin.

## Leben und Karriere
Fischer wurde am 17. November 1943 geboren. Ihr Debüt gab sie 1960 in dem Film Immer will ich dir gehören. Anschließend war sie 1965 in Das Haus zu sehen. Außerdem trat sie 1968 in Sartana – Bete um Deinen Tod auf. 1971 wurde Fischer für die Serie Die Journalistin besetzt. Im selben Jahr setzte sie ihre Karriere in Merkwürdige Geschichten fort. Unter anderem bekam sie eine Rolle in Graf Luckner. Ihr letzter Film war 1972 in Stadt ohne Sheriff.

## Filmographie (Auswahl)
- 1960: Immer will ich dir gehören
- 1965: Das Haus
- 1965: Auf einem Bahnhof bei Dijon
- 1968: Drei tolle Kerle
- 1968: Sartana – Bete um Deinen Tod (…Se incontri Sartana prega per la tua morte)
- 1971: Die Journalistin
- 1971: Merkwürdige Geschichten
- 1971: Graf Luckner
- 1971: Io… donna
- 1972: Stadt ohne Sheriff

## Hörspiele (Auswahl)
- 1962: Muriel Spark: Gefahrenzone (The danger zone) (Connie) – Regie: Christopher Holme (Hörspielbearbeitung – BR/SWF)
- 1962: John Moore: Tiger – Tiger (Junge Fußgängerin) – Regie: Helmut Brennicke (Hörspielbearbeitung – BR)
- 1962: August Karl Stöger: Unser Bruder Istvan (Martina) – Regie: Gustav Machatý (Original-Hörspiel – BR)
- 1962: Toon Rammelt: Der Sylvesterabend des Herrn Crépin (1. Kätzchen) – Regie: Heinz-Günter Stamm (Originalhörspiel – BR)
- 1963: Inge Rudolph-Giesz: Der fidele Gottesacker (Lilo) – Regie: Günter Siebert (Originalhörspiel – RB)
- 1963: Inge Rudolph-Giesz: Das Hörspielstudio: Die Kletten (Irmchen) – Regie: Robert Bichler (Originalhörspiel – BR)
- 1963: Herbert Tjadens: Das schöne Fräulein Aiko (Aiko) – Regie: Werner Hausmann (Originalhörspiel – RB/DRS/SR)
- 1964: Maurice Druon: Tistou mit den grünen Daumen (Marianne) – Regie: Robert Bichler (Hörspielbearbeitung – BR/DRS/ORF Wien/RB)
- 1966: Ingmar Bergman: Wilde Erdbeeren (Charlotte) – Regie: Rudolf Noelte (Hörspielbearbeitung – BR/SWF/ORF)
- 1968: Mihail Sebastian: Ein Stern ohne Namen (Zamfirescu) – Regie: Horst Loebe (Hörspielbearbeitung – NDR)
- 1969: Tootsie Barbault: Die Einladung (Das junge Mädchen) – Regie: Günther Sauer (Originalhörspiel – SDR)
- 1970: Ray Bradbury: Fahrenheit 451 (4- und 5-teilige Fassung) (Clarisse) – Regie: Günther Sauer (Hörspielbearbeitung, Science-Fiction-Hörspiel – WDR)

Quelle: ARD-Hörspieldatenbank